# 深圳通有限公司
深圳市深圳通有限公司成立于2004年12月13日，是深圳市人民政府为了落实推进交通一卡通，遵循“一张卡、一个标准、一个公司运营”的基本原则，并在坚持企业化、市场化的基础上所组建的。
深圳通有限公司由深圳地铁集团、深圳巴士集团、运发公司和深业深港集团共同投资组建。经营宗旨是通过投资建设并管理深圳市电子交易收费系统（“深圳通”卡），提高交易效率，方便市民，降低企业运营成本。经营范围为智能IC卡（包括用于公共大巴、公共小巴、出租小汽车、地铁、轻轨、轮渡等公共交通智能IC卡）的开发、制作、销售、应用、充值；电子交易收费系统相关配套设备的技术开发；电子交易收费系统运营技术开发、管理，信息咨询；广告业务。